# Erik Petersen
Erik Petersen (Copenhague, 23 de septiembre de 1939-21 de febrero de 2025) fue un deportista danés que compitió en remo.

## Carrera deportiva
Participó en los Juegos Olímpicos de Tokio 1964, obteniendo una medalla de oro en la prueba de cuatro sin timonel. Ganó una medalla de bronce en el Campeonato Mundial de Remo de 1970 y una medalla de plata en el Campeonato Europeo de Remo de 1964.

## Palmarés internacional
| Juegos Olímpicos   | Juegos Olímpicos         | Juegos Olímpicos  | Juegos Olímpicos   |
| Año                | Lugar                    | Medalla           | Prueba             |
| ------------------ | ------------------------ | ----------------- | ------------------ |
| 1964               | Tokio (Japón)            | Medalla de oro    | Cuatro sin timonel |
| Campeonato Mundial |                          |                   |                    |
| Año                | Lugar                    | Medalla           | Prueba             |
| 1970               | St. Catharines (Canadá)  | Medalla de bronce | Cuatro sin timonel |
| Campeonato Europeo |                          |                   |                    |
| Año                | Lugar                    | Medalla           | Prueba             |
| 1964               | Ámsterdam (Países Bajos) | Medalla de plata  | Cuatro sin timonel |